# Junjarwad, Athni
Junjarwad là một làng thuộc tehsil Athni, huyện Belgaum, bang Karnataka, Ấn Độ.